# 中村彩
中村 彩（なかむら あや、1989年11月10日 - ）は、日本の政治評論家、コメンテーター。自民党都連都政対策副委員長。選挙投票での漢字表記ミスを防ぐため、平仮名の中村あやで活動することが多い。

## 経歴

### 生い立ち
1989年、母方の実家である大阪府大阪市で生まれる。生まれて間もなく父親の転勤で愛知県名古屋市、奈良県奈良市へ転居。その後も東京都稲城市、富山県富山市、神奈川県横浜市、東京都目黒区と転勤による転居を繰り返す生活が続き、小学校時代は転校も多かった。富山大学人間発達科学部附属中学校、慶應義塾湘南藤沢高等部、慶應義塾大学法学部法律学科卒業、慶應義塾大学大学院法学研究科公法学専攻修了。
2009年、Word・Excelのスキルを競う「Microsoft Office 世界学生大会 2009 日本大会」で1位となり金賞を受賞。日本代表として7月30日から8月1日にカナダオンタリオ州トロントで開催された「Microsoft Office 世界学生大会 2009」決勝戦に参加。Word 2003 部門で第8位に入賞。
2014年、株式会社日本取引所グループに入社。株式部で株式市場の現場業務を日本証券クリアリング機構へ出向し、清算業務およびリスク管理に従事。日本の経済を知る。株価がすべてではないと思いつつも、経済の温度計として機能していると考え、経済を知ってから政治を変えようと思っていた。
2019年、保育士資格を取得。当時、結婚や育児の経験がないため女性の気持ちが分からないだろうと言われ、現場に入り勉強しようと思ったと述べている。

### 千代田区
2017年、都議会選挙の自民党公募を通過し、千代田区から立候補。内田茂の後継として出馬。会社に理解があり、選挙期間中は有給休暇を取って選挙に挑んだ。結果は都民ファーストの会候補に敗れ落選。後に敗戦は自身に責任がある。支援者や区議の先生たちに手伝ってもらったのに申し訳ないと述べている。また、無党派層に突き刺さるものを出せなかったこと、都議選の論点、課題を浮き彫りにできなかったことを反省。マスコミの影響力を知り、自身でもSNSで発信しようと思い立つ。現在は自民党から立候補するべく、国会議員を視野に入れて活動を続けている。

## 人物
中学生時代に生徒会役員や合唱コンクールの指揮者を務める等、活発な性格であった。高校では女子サッカー部に所属し、2年連続で関東大会出場へ出場。ゴールキーパーとして部活動に勤しむ。。株式会社日本取引所グループの社内バドミントン部で区民大会に出場。オーケストラ部ではバイオリンを演奏した。
自民党の丸川珠代からは「変化に合わせて自分の頭で考えることができる人工知能の時代に必要な人材」と評価された。

### 政治について
中学生時代までは「日本は戦争が起きない平和で安全、環境の良い国」だと考えていた。その後に入学した帰国子女が多い高校で日本よりも欧米諸国で将来生活したい学生の多さを知る。「志を持っていても日本では実現できない。だから日本を出たい」と嘆く友人たちの話で日本の未来に対して危機感を抱き、「日本の経済を再興しプレゼンスを高めることで、国内外の人たちを引きつける国にしたい。そういうことができるのは、政治家だ」と思い立った。
大学院では大沢秀介教授のもとで憲法学を研究。定年退職の際に会うなど卒業後も交友がある。また、テレビ朝日の『ビートたけしのTVタックル』に憲法がテーマであった回で、学生代表の数名の一人として出演。番組終了後に出演していた自民党の片山さつきに声を掛けられ、それがきっかけで片山さつき議員事務所でのインターンを半年経験。
社会人になってからは、自民党の政経塾にも入塾。2016年には、小池百合子都知事が設立した「希望の塾」にも入塾。2017年の選挙で小池知事が代表を務める都民ファーストの会から出馬しなかった理由として、都民ファーストの会の公募にも応募していたが、面接の際に、「なぜ議員になりたいのか」という志望動機を聞かれなかったこと、民進党出身者や東京・生活者ネットワークと都民ファーストの会が組んだことで思想への不信感もあったという。
もともとは35歳まで民間企業で働き、その後に政治の道に進みたいと思っていたが、2016年に胆管癌で亡くなった母親の「いつ若くして死ぬかわからない。目の前にチャンスが来たり、誰かが助けてくれたりする機会があれば、どんどん使ったほうが良い。やりたいと思ったことは、絶対にやった方が良い」という教え、父親と妹の後押しもあり、27歳で都議選を目指そうと決意した。
千代田区から立候補して次点。その後は、会社員を続けつつ、業務外の時間に自民党都連都政対策副委員長としてメディア発信、各種イベントや勉強会に参加している。

## 出演
- 1億人の大質問!?笑ってコラえて!（2009年11月25日、日本テレビ）[14]
- ビートたけしのTVタックル（2013年7月29日、テレビ朝日）[15]
- 橋下×羽鳥の番組（2017年7月9日、テレビ朝日）[16]
- 竹山と飲める店 ベロベロ人生相談（2017年7月12日、AbemaTV）[17]
- みのもんたのよるバズ!（2017年9月2日、9月30日、11月4日、11月25日、AbemaTV）[18]
- WiLL増刊号（2020年 - 、YouTube）不定期 キャスター出演